# Фёрдерштедт
Фёрдерштедт (нем. Förderstedt) — община в Германии, в земле Саксония-Анхальт. 
Входит в состав района Зальцланд.  Население составляет 5814 человек (на 31 декабря 2006 года). Занимает площадь 73,42 км².